# 라이오소사우루스

라이오소사우루스(Rayososaurus)는 백악기 전기에 남미의 아르헨티나에서 살았던 용각류의 공룡으로 레바키사우루스과에 속하는 도마뱀이다. 학명의 의미는 라요소의 도마뱀이며 본래는 레바키사우루스와 같은종이였으나 1995년에 별도의 종으로 분리되었고 2004년엔 리마이사우루스와도 분리가 되었다. 몸길이는 15M에 몸무게는 10TON이 나갔던 공룡이다.

## 라이오소사우루스의 특징
라이오소사우루스는 레바키사우루스과에 속하는만큼 레바키사우루스와 큰 차이가 없으나 다른점으론 견갑골의 모양이 레바키사우루스에 비해 독특하고 목과 꼬리의 뼈부분이 레바키사우루스와 다르다는 차이점이 있다. 또한 본래 리마이사우루스도 한 종류였지만 지금은 다른종으로 분리되었어도 리마이사우루스와도 큰 차이가 없는 공룡이다. 차이점으론 목과 꼬리부분이 리마이사우루스보다 길고 크기도 크기에 리마이사우루스보단 포식자인 육식공룡의 위험으로부턴 보다 안전하였다. 라이오소사우루스도 초식공룡이며 나무의 나뭇가지에 달린 잎과 열매를 즐겨먹었고 군집생활을 하였다.

## 라이오소사우루스가 가지는 의의
본래는 레바키사우루스와 같은종으로 취급받았다가 훗날에 차이점을 보고 다른종으로 분류가 되었기에 앞으로의 공룡연구에 좋은 자료물이 될것이며 앞으로 공룡들을 발굴하는대에 있어 좋은 사례가 될것이다. 또한 공룡의 다양성과 독특성을 잘보여주기에 앞으로도 더 있을지 모르는 신종공룡의 발굴에도 좋은 사례가 될것이다.